# Japans-China
Met Japans-China, de Wang Jingwei-regering, wordt het door de Japanners bezette deel van de Republiek China tijdens de Tweede Wereldoorlog bedoeld. 
Het regime noemde zich officieel de Republiek China (Chinees: 中华民国, Zhonghua Minguo) en zijn regering de Gereorganiseerde Nationale regering van China. Informeel was het bekend als het Wang Jingwei-regime (Chinees: 汪精卫政权 , Wang Jingwei Zhengquan), de Nanjing Nationalistische regering (Chinees: 南京国民政府 , Nanjing Guó min Zhèngfǔ), de Republiek China-Nanjing, het Nanjing-regime, of Nieuw China.
De Tweede Wereldoorlog begon voor China al in 1937. Het Japanse keizerrijk bezette toen grote delen van Oost-China, onder andere de Chinese hoofdstad Nanjing. Dit zou ook de hoofdstad worden van het door de Japanners bezette deel. Ondanks dat de Japanners de gebieden militair beheersten en controleerden, was Japans-China officieel een onafhankelijke staat, net als Mantsjoekwo (Mantsjoerije), dat Japan al eerder op China veroverd had. In het westen beschouwde men deze gebieden echter als bezet. Zij werden geleid door een pro-Japanse Chinese regering die beweerde dat dit de enige officiële Republiek China was. Het had ook dezelfde vlag als de Republiek China vóór de Japanse invasie (behalve de extra mottostrook erboven). Toen Japan in 1945 de Tweede Wereldoorlog verloor raakte het ook China weer kwijt en werd Nanjing weer de hoofdstad van de hele Republiek China inclusief Mantsjoekwo.
Vanuit de onbezette delen bevocht de geallieerde nationalistische Chinese president Chiang Kai-shek, in moeizame samenwerking met de Chinese communisten onder Mao Zedong en Geallieerde hulptroepen, de Japanse bezetter, het Chinese marionettenkabinet van Wang Jingwei alsook pro-Japanse Chinese collaborateurs.
Na de dood van Wang Jingwei werd Chen Gongbo leider van dit zogenaamde Nanjing-regime.
Internationale erkenning kreeg het pro-Japanse China van nazi-Duitsland (vanaf juli 1941), Slowakije, overige Asmogendheden, maar ook van Finland, Zweden, Zwitserland, Frankrijk en Thailand.

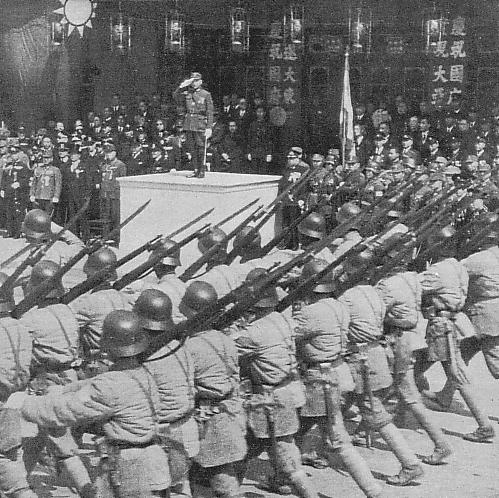
Wang Jingwei neemt de militaire parade af van de collaborerende pro-Japanse Chinese troepen van zijn Republiek China (Nanjing-regime).